# 三条公泰
三条 公泰（さんじょう きんやす）は、鎌倉時代前期から中期にかけての公卿。右大臣・三条実親の二男。官位は正二位・権中納言。内大臣・三条公親の同母弟。息男である三条実盛は浅原事件の影響から六波羅探題に捕縛され、のちに釈放された。

## 経歴
以下、『公卿補任』、『尊卑分脈』の内容に従って記述する。
- 延応2年（1239年）1月22日、侍従に任ぜられる。
- 仁治元年（1240年）10月28日、従五位上に昇叙。
- 仁治2年（1241年）2月8日、右少将に任ぜられる。
- 仁治3年（1242年）1月5日、正五位下に昇叙[4]。同年3月7日、出羽権介を兼ねる。
- 仁治4年（1243年）1月5日、従四位下に昇叙[5]。
- 寛元元年（1243年）4月18日、右少将に改めて任ぜられ、春宮権亮を兼ねる。
- 寛元2年（1244年）4月5日、左中将に転任。
- 寛元3年（1245年）1月5日、従四位上に昇叙[6]。
- 寛元4年（1246年）2月23日、備前介を兼ねる。
- 宝治2年（1248年）1月7日、正四位下に昇叙[7]。同年10月29日、蔵人頭に補せられる。
- 建長2年（1250年）1月13日、参議に任ぜられる。右中将は元の如し。同年9月16日、従三位に叙せられる。
- 建長3年（1251年）1月22日、伊勢権守を兼ねる。
- 建長4年（1252年）12月4日、正三位に昇叙。
- 建長6年（1254年）1月5日、従二位に昇叙。同月13日、権中納言に昇任。
- 正嘉2年（1258年）11月2日、正二位に昇叙。
- 正元元年（1259年）9月28日、解官される[8]。
- 正応5年（1292年）5月15日、出家[9]。

## 系譜
- 父：三条実親（1195-1263）
- 母：西園寺公経の次女（?-1235）
- 妻：正四位下実忠の娘
  - 男子：三条実盛（?-1304）
- 妻：橘知茂の娘
  - 男子：三条実永（?-1312）
- 生母不明の子女
  - 男子：三条公雅
  - 男子：実海
  - 男子：公聖
  - 男子：実尊
  - 男子：実顕
  - 男子：忠海
  - 男子：行讃
  - 女子：権大納言局 - 後二条天皇宮人